# إميلي تشانغ
إميلي تشانغ (بالإنجليزية: Emily Chang)‏ هي منتجة أفلام وكاتبة سيناريو ومخرجة وممثلة أمريكية، ولدت في 3 أغسطس 1980 في الولايات المتحدة.

## أعمال

### مسلسلات
- الفتاة الجديدة
- إن سي آي إس
- قانون ونظام[2]
- كيف قابلت أمكما
- هاواي فايف أو

## وصلات خارجية
- إميلي تشانغ على موقع IMDb (الإنجليزية)
- إميلي تشانغ على موقع ألو سيني (الفرنسية)
- إميلي تشانغ على موقع أول موفي (الإنجليزية)
- إميلي تشانغ على موقع أول موفي (الإنجليزية)
- إميلي تشانغ على موقع قاعدة بيانات الفيلم (الإنجليزية)
- إميلي تشانغ على موقع كينوبويسك (الروسية)